# NGC 2902
NGC 2902 في الفهرس العام الجديد، هي مجرة، تقع في كوكبة الشجاع. اكتشفت في 8 فبراير 1785 بواسطة ويليام هيرشل.

## روابط خارجية
- NGC 2902 على موقع ويكي سكاي: DSS2, SDSS, GALEX, IRAS, Hydrogen α, X-Ray, Astrophoto, Sky Map, Articles and images